# Хорватські формування Третього Рейху

Нарукавна емблема хорватських добровольців у формуваннях Третього Рейху

Хорватські формування Третього Рейху — формування Вермахту і військ СС, створених у Хорватії або ж укомплектованих хорватами і боснійськими мусульманами на території Третього Рейху.
Створена за підтримки Німеччини та Італії на території окупованої Югославії Незалежна держава Хорватія (НДХ) взяла участь у Другій світовій війні на боці країн Осі. Хорватські добровольчі формування було відіслано на Східний фронт у складі армії Третього Рейху, натомість власне армія НДХ залишилась на Балканах, де здійснювала протипартизанські дії.

## Передісторія

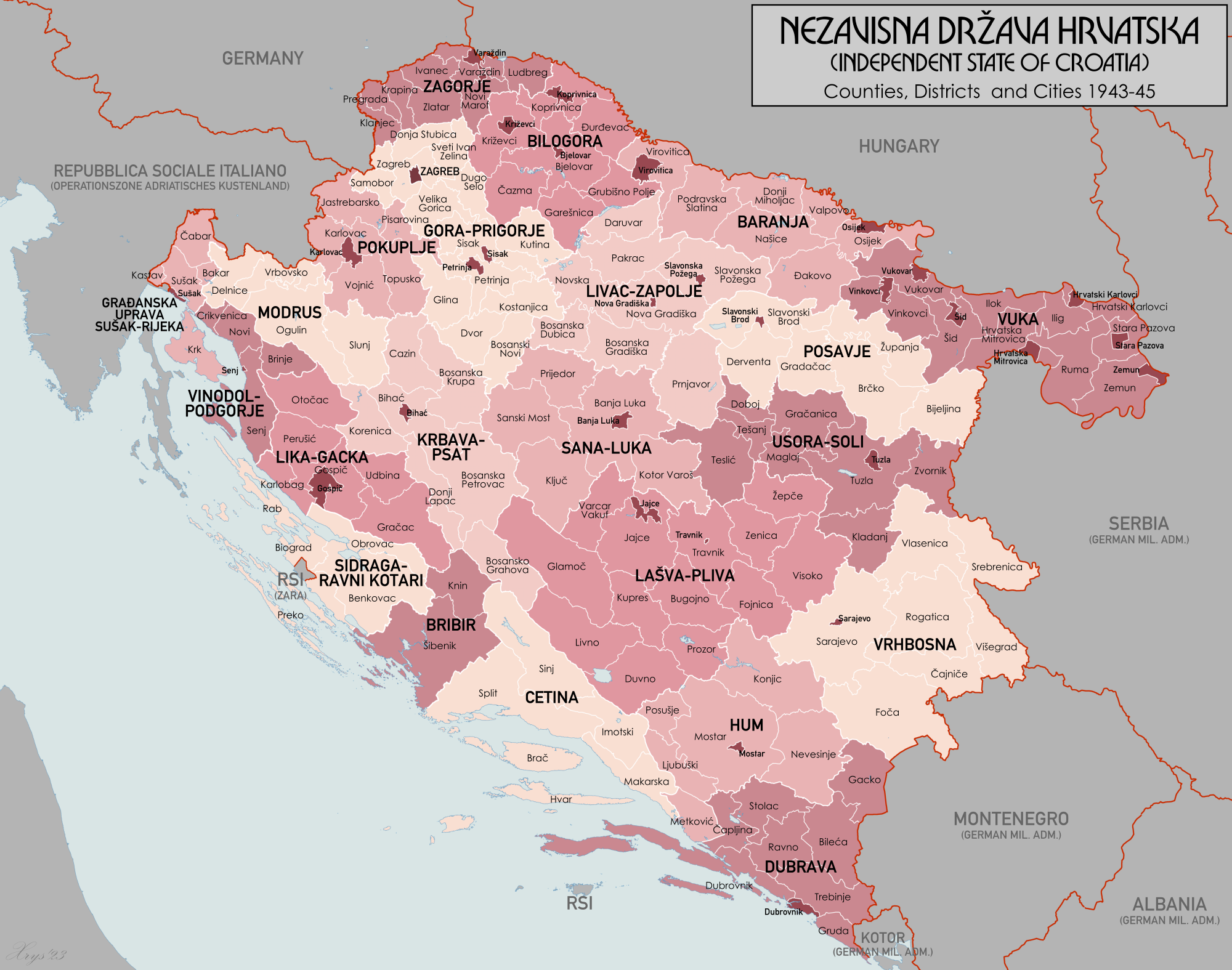
Карта Незалежної держави Хорватія

10 квітня 1941 року, під час вторгнення країн Осі в Югославію, один з лідерів усташів Славко Кватерник в Загребі проголосив створення Незалежної держави Хорватія. У ніч на 16 квітня, після визнання НДХ Німеччиною та Італією, в Загреб прибув голова усташів Анте Павелич. Протягом наступних двох місяців в Хорватії було створено уряд, державний апарат і почато формування збройних сил. 15 червня 1941 року Хорватія приєдналась до Троїстого пакту та була визнана його членами. Хорватія фактично взяла участь у війні країн Осі проти Радянського Союзу, однак формально війну СРСР ніколи не оголошувала (натомість США та Британии війну з боку НДХ було оголошено 14 грудня 1941 року).

За день після проголошення самої НДХ усташі опублікували закон про армію і флот, який проголошував створення збройних сил нової держави. Вони складались із регулярних формувань під назвою «Хорватське домобранство», устаських формувань і жандармерії. У процесі їх створення було використано спадок югославської королівської армії: кадри, зброя, казарми та технічні засоби. Окрім 2662 офіцерів колишньою югославської армії, у збройні сили НДХ вступило 838 офіцерів, що служили в Австро-Угорщині. ЗС Хорватії зразу після свого створення зіштовхнулись з низкою труднощів, серед яких виділялись нестача зброї та спорядження, а також мала кількість підприємств, що були здатні випускати продукцію воєнного призначення. Призначений головнокомандувачем Славко Кватерник у бесіді з італійським публіцистом Коррадо Дзолі, що відбулась 5 вересня 1941 року, розказував:
|  | Для формування армії у мене немає нічого, окрім людей. Декілька десятків рушниць, ще менше кулеметів, декілька автоматів і лічені знаряддя. Немає ні легкових, ні вантажних машин, немає інструменту. Танків лише шість, та і то це легкові танки старого типу, на них навіть танкістів навчати неможливо. Дуже мало радіостанцій. У цілій Хорватії існує лише два заводи, що здатні виготовляти боєприпаси для стрілецької зброї. Літаків немає зовсім. Самі розумієте, що в таких умовах будь-яке серйозне формування є неможливим. |

Італія розраховувала на повний контроль над хорватською армією, однак Павелич відхилив ці зазіхання. У результаті італійці повністю припинили військову допомогу і «шефство» над формуваннями НДХ взяв Третій Рейх. Уже 14 квітня німецьке командування опублікувало перші накази, що передбачали надання допомоги хорватським формуванням.
За 10 днів після нападу Німеччини та її союзників на СРСР Анте Павелич по радіо виступив з промовою, у якій закликав добровольців взяти участь у війні. Після цього командування хорватської армії віддало наказ про набір добровольців для війни з Радянським Союзом. Охочих вступити до добровольчих підрозділів відбирали в спеціальних пунктах: у Загребі відбирали льотчиків та артилеристів, в Опіллі, Сараєво та Баня-Луці — піхотинців, у Карловаці — саперів, в Земуні, Макарській і Дубровнику — моряків.

## Загальна характеристика хорватських формувань
Хорватські легіони не призначалися для бойових дій безпосередньо на території Балканського півострова. При цьому їх було створено за ініціативою хорватської влади. Ситуація з хорватськими добровольцями змінилась на початку 1943 року, коли було прийнято рішення частину німецьких дивізій з Балкан відправити на Східний фронт, а з хорватів і боснійських мусульман сформувати декілька дивізій для придушення партизанської течії. У результаті три дивізії вермахту, укомплектованих хорватами, і дві дивізії військ СС, укомплектованих мусульманами, було створено за рішенням військового керівництва Німеччини, а їх ціллю була боротьба з партизанами на території окупованої Югославії.
Боснійців-мусульман у НДХ розглядали як хорватів, що сповідують іслам. Маючи рівні з хорватами права, вони підлягали призову в місцеві збройні сили. Мусульманам Боснії і Герцоговини також було дозволено вступати до формувань усташів або ж організовувати свої устаські загони. Коли 1943 року Гіммлер висунув ідею сформувати з числа мусульман дивізії у військах СС, це зустріло спротив з боку Анте Павелича, який побоювався дезертирства мусульман у нові дивізії і прояву мусульманського сепаратизму.
В історіографії боєздатність дивізій, укомплектованих боснійськими мусульманами, було оцінено як невисоку. Окрім участі в злочинах проти православного сербського населення, ці дивізії різнились досить високим рівнем дезертирства. Мусульмани втікали з дивізій в середньому по декілька сотень людей на місяць. Окрім цього, дивізії «Ханджар» і «Кама» були об'єктами ефективної пропаганди партизанів НВАЮ. З одного боку, особистий склад цих дивізій називали зрадниками, а з іншого — партизани намагались проникнути у ці підрозділи і розкласти їх особистий склад із середини, обіцяючи пробачення тим, хто перейде на їх бік.
У формуваннях Вермахту і СС, укомплектвованих хорватами і боснійськими мусульманами, служило понад 113 000 солдатів і офіцерів. За оцінками О. В. Романько, хорвати проявили себе краще, ніж інші національні формування Третього Рейху. Усього в боях загинуло понад 14 000 хорватів і боснійських мусульман, що служили у Вермахті і військах СС.

## Хорватські формування у Вермахті

### 369-й полк
369-й посилений піхотний полк було створено 16 липня 1941 року, коли він увійшов до складу німецьких сухопутних сил. Його особистий склад комплектувався виключно добровольцями з числа хорватів і боснійських мусульман. Опісля прибуття полку на Східний фронт до нього було прикріплено групу німецьких інструкторів. При створенні полку планувалось укомплектувати його приблизно 4000 добровольцями, однак до 15 липня 1941 року вступити до полку виявило бажання близько 9000 людей. У результаті вимоги до добровольців було посилено, і до моменту відправлення на фронт полк нараховував 3895 людей. У результаті він поповнювався маршовими ротами і його чисельність дещо виросла. Склад полку був таким:
- штаб
- комендантська рота
- 3 піхотних батальйони, у кожному:
  - 3 піхотних роти
  - кулеметна рота
  - протитанкова рота
  - господарча рота
- 3 батареї 105-мм гармат (всього 18 гармат)
- запасний батальйон

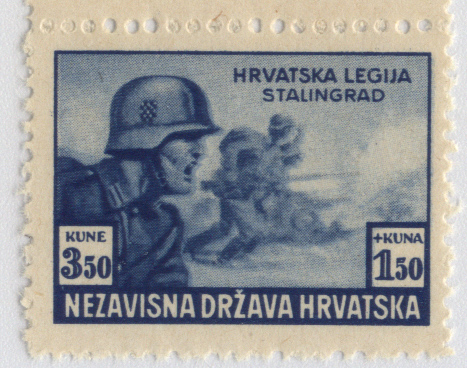
Марка Незалежної держави Хорватія, присвячена 369-му полку

Запасний батальйон полку дислокувався у Штоккерау і займався підготовкою поповнення у вигляді маршових рот. За час існування полку ним командували:
- полковник Іван Маркулья (липень 1941 — 22 вересня 1942)
- полковник Віктор Павичич (22 вересня 1942 — 17 січня 1943)
- підполковник Марко Месич (з 17 січня 1943 до моменту знищення полку)

На Східному фронті полк діяв у складі 100-ї єгерської дивізії 17-ї армії групи армій «Південь». Демонструючи високий бойовий дух і хороші бойові якості, полк, тим не менш, зазнав важких втрат у боях. За даними югославського дослідника Олександра Йовановича, військовослужбовці здійснили чисельні військові злочини проти мирного населення СРСР. Узимку 1943 його було розгромлено в Сталінграді, частина особистого складу попала в полон.

### 369-та піхотна дивізія
Командування вермахту позитивно оцінило результати використання 369-го полку, і було прийнято рішення продовжити створення хорватських формувань для Східного фронту. 21 серпня 1942 року в Штоккерау почалось формування піхотної дивізії, основу якої складали бійці, що служили в 369-му полку. Їх нараховувалось близько 1000 людей. У той же час, на відміну від полку, командний склад дивізії складався з німців, хорвати ж займали в основному молодші командні посади. У січні 1943 року дивізія отримала номер знищеного під Сталінградом 369-го полку. Також на пам'ять про 42-гу хорватську дивізію армії Австро-Угорщини її називали «Диявольською». До кінця січня дивізія завершила свою підготовку, у ній нараховувалось 14 000 солдатів і офіцерів. Її склад був таким:
- Штаб
- 369-й гренадерський полк
  - 3 піхотних батальйони
- 370-й гренадерський полк
  - 3 піхотних батальйони
- 369-й артилерійський полк
  - 3 артилерійських батальйони
- 369-й розвідувальний батальйон
- 369-й протитанковий батальйон
- 369-й саперний батальйон
- 369-й санітарний батальйон
- 369-й батальйон зв'язку
- 369-й запасний батальйон
- тилові підрозділи

Дивізією командували:
- генерал-лейтенант Фрsц Найдхольт (1 вересня 1942 — 5 жовтня 1944)
- генерал-лейтенант Георг Райніке (з 5 жовтня 1944 до моменту капітуляції дивізії)

Командування вермахту планувало задіяти дивізію на Східному фронті, однак через партизанський рух, що набирав силу в окупованій Югославії, її було перекинуто у північну Боснію наприкінці січня 1943 року. Першою великою бойовою операцією дивізії стала битва на Неретві, де німецько-хорватські підрозділи завдали поразки партизанським загонам НВАЮ. Надалі дивізія вели бої на території сучасних Боснії та Герцоговини і Хорватії, зазнаючи важких втрат від партизанських нападів. До квітня 1945 року в її полках залишалось по 500 солдатів і офіцерів. 11 травня 1945 року здалась британським військам неподалік Блайбурґа.

### 373-тя піхотна дивізія
Формування другої піхотної дивізії, що отримала номер 373, було розпочато у Дюллерсхаймі 6 січня 1943 року. Її неофіційною назвою стала «Тигр-дивізія». До квітня 1943 року було завершено формування підрозділів дивізії. Її командний склад було набрано німцями, хорватами було укомплектовано молодший командний і рядовий склад. Дивізія нараховувала до 16 000 солдатів і офіцерів. У складі дивізії були:
- Штаб
- 383-й гренадерський полк
- 384-й гренадерський полк
- 373-й артилерійський полк
- 373-й розвідувальний батальйон
- 373-й протитанковий батальйон
- 373-й саперний батальйон
- 373-й батальйон зв'язку
- 373-й санітарний батальйон
- 373-й запасний батальйон
- тилові частини

Склад полків і батальйонів був таким ж, як і в 369-ї дивізії. Однак наприкінці 1944 року структура дивізії дещо змінилась — у хорватській армії було розформовано 2-гу єгерську бригаду, і її особистий склад передали 373-й дивізії, можливо, як 385-й гренадерський полк. Наприкінці квітня 1943 року дивізія прибула до окупованої Югославії. 6 березня 1944 вона зазнала важких втрат, беручи участь в обороні Кніна. У цей період дивізія вела бойові дії в Західній Боснії і на Адріатичному узбережжі. Вона залишалась у цьому регіоні до весни 1945 року, коли під тиском партизанів почала відступати через територію Хорватії на північний захід. На початку травня 1945 року залишки дивізії було оточено партизанами на захід від Сісака і вони були вимушені капітулювати.
За час існування дивізії її очолювали:
- генерал-лейтенант Еміль Целлнер (25 січня 1943 — 5 серпня 1943)
- генерал-лейтенант Едуард Алдріан (5 серпня 1943 — 10 січня 1945)
- генерал-майор Ганс Гравенштайн (з 10 січня 1945 до моменту капітуляції дивізії)

### 392-га піхотна дивізія
Формування третьої піхотної дивізії, що отримала номер 392 було почато 17 серпня 1943 року в Дюллерсхаймі. Як і в двох інших піхотних дивізіях, бійці придумали їй неофіційну назву — «Голуба». Формування дивізії було завершено у грудні 1943 року, тоді ж її підрозділи завершили підготовку. У ній нараховувалось 12 000 солдатів і офіцерів. Структура дивізії була такою:
- штаб
- 846-й гренадерський полк
- 847-й гренадерський полк
- 392-й артилерійський полк
- 392-й розвідувальний батальйон
- 392-й протитанковий батальйон
- 392-й саперний батальйон
- 392-й батальйон зв'язку
- 392-й санітарний батальйон
- 392-й запасний батальйон
- тилові частини

У січні 1944 року дивізія була дислокована в Югославії. Зоною її відповідальності було узбережжя Адріатичного моря від Південної Словенії до Кніна. Також особистий склад дивізії брав участь у боях на території островів Північної Адріатики. Після звільнення Кніна партизанами 392-га дивізія була задіяна на лінії Оточаць-Бихач, однак незабаром почала відступати під безперервними атаками партизанів. 24 квітня 1945 року вона здалась партизанам в район Рієки.
З моменту формування дивізії нею командував генерал-лейтенант Йохан Мікль.

### Хорватський авіаційний легіон
Хорватський підрозділ Люфтваффе почав формування влітку 1941 року. За відбір добровольців для участі в боях на Східному фронті відповідав замісник командувача хорватських збройних сил полковник Іван Мрак. Всього він набрав близько 400 людей, з яких з 12 по 14 липня 1941 року було сформовано Хорватський авіаційний полк, що мав у своєму складі дві авіагрупи:
- 4-та авіагрупа (202 людини, дві винищувальних ескадрильї)
- 5-та авіагрупа (155 людей, дві бомбардувальних ескадрильї)

Полк очолив полковник Мрак. 15 липня відібраних добровольців відіслали в Німеччину. Льотчики винищувальних ескадрилей проходили підготовку поблизу Нюрнберга, а бомбардувальних — у Грайфсвальді. Наприкінці серпня 1941 року їх підготовка завершилась, за її результатами частину пілотів відсіяли, полковника Мрака теж не затвердило німецьке командування на своїй посаді. Добровольців, що залишились об'єднали у дві ескадрильї — винищувальну та бомбардувальну, які увійшли до складу Хорватського авіаційного легіону.
Винищувальна ескадрилья діяла у складі 4-го повітряного флоту, літаючи на Bf. 109. У січні 1941 року її пілоти повернулись до Хорватії для відпочинку та поповнення. Бомбардувальна ескадрилья брала участь у боях у складі  1-го повітряного флоту групи армій «Центр», використовуючи застарілі літаки Do. 17Z. У березні 1942 року її льотчиків відіслали до Хорватії на відпочинок. У липні цього ж року вони повернулись на фронт, до пробули до січня 1943 року. З того моменту їх розподілили по бомбардувальних частинах ВПС Назалежної держави Хорватія. У свою чергу, льотчики-винищувачі воювали в СРСР аж до осені 1944 року.
21 липня 1944 року було розпущено Хорватський авіаційний легіон, а його льотчики-винищувачі стали частиною Хорватської змішаної авіагрупи. Її були включено до складу 1-ї авіаційної дивізії Люфтваффе і вона брала участь в боях у Східній Пруссії аж до 1 листопада 1944 року, коли хорватських льотчиків було відіслано до складу піхотних підрозділів. Багатьом з них вдалося повернутись до ВПС Хорватії.

### Хорватський морський легіон
Хорватський морський легіон було сформовано за ініціативою хорватського керівництва улітку 1941 року. Він укомплектувався добровольцями, що служили в недавно створеному хорватському воєнному флоті. До липня 1941 року в нове формування записалось 343 добровольці: 23 офіцери, 220-унтер-офіцерів, 100 рядових. Новий підрозділ іменувався Хорватським військово-морським батальйоном «Чорне море», однак в історіографії закріпилась назва Хорватського морського легіону.
3 липня 1941 року легіон було включено до складу Крігсмаріне, а 17 липня він прибув до Варни для проходження підготовки. 22 вересня 1941 року моряки легіону завершили підготовку, а 30 вересня їх було відіслано в СРСР, у Генічеськ на Азовському морі, де вони отримали шість радянських риболовецьких суден, захоплених німцями. Після переозброєння судна стали виконувати функції тральщиків і кораблів берегової охорони. Навесні 1943 року легіон повернувся у НДХ на відпочинок. Улітку цього ж року його знову було відіслану до Варни, де він отримав 12 кораблів-мисливців за підводними човнами. Після капітуляції Італії НДХ створила свій флот. Частина моряків легіону продовжила службу в новому флоті, інші ж поповнили екіпажі Крігсмаріне. У травні 1944 року хорватський морський легіон було розформовано.
Легіоном послідовно командували капітан 1-го рангу Андро Вркльян і контр-адмірал Стьєпан Руменович.

## Хорватські формування військ СС

### 13-та дивізія СС

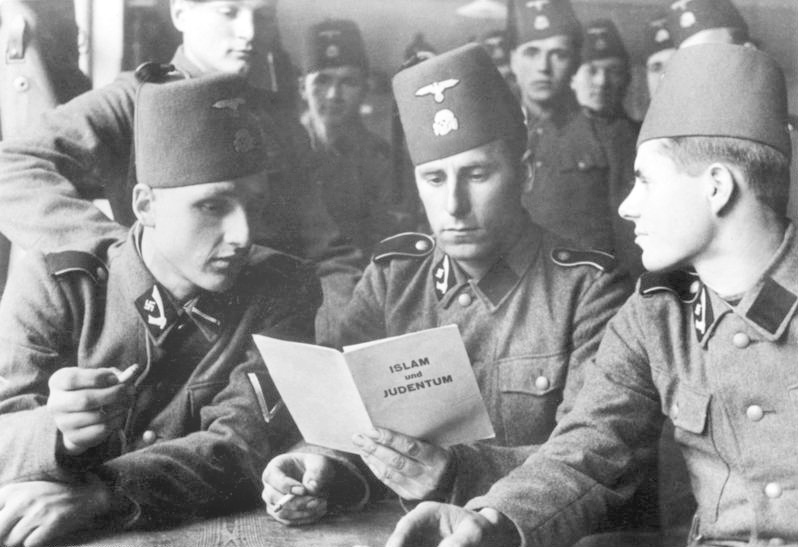
Солдати дивізії в процесі політичного навчання, читають брошуру «Іслам та юдаїзм», літо 1943

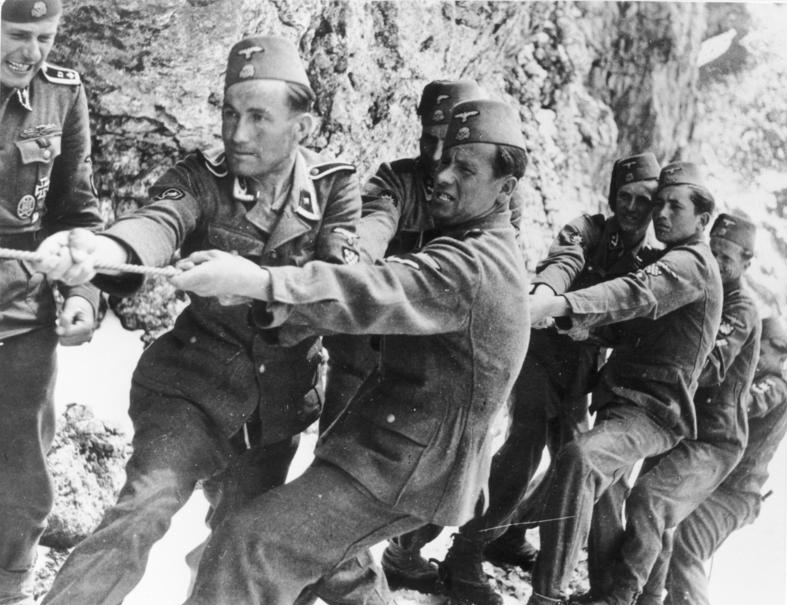
Бійці дивізії в горах, травень 1944

1 березня 1943 року розпочалось формування дивізії військ СС, укомплектованої боснійськими мусульманами. Воно було завершено до липня цього ж року. У жовтні дивізія отримала найменування «13-та гірська дивізія військ СС Ханджар» (1-ша хорватська). Через нестачу добровольців з числа мусульман у дивізію було набрано 3000 хорватів, а ще один батальйон було укомплектовано косовськими албанцями. Командні посади укомплектовувались німцями.
Попри те, що дивізію було створено для бойових дій проти югославських партизанів, її підготовка з серпня по листопад 1943 року проводилась у навчальних таборах Ле-Пуї і Ле-Лозьєр у Франції, а в грудні цього ж року — на навчальному полігон Нойхаммер у Німеччині. На територію окупованої Югославії дивізія повернулась лише в січні 1944 року, а набула своєї остаточної структури лише у вересні 1944 року. Тоді організація дивізії виглядала таким чином:
- штаб
- 27-й гірський єгерський полк
- 28-й гірський єгерський полк
- 13-й гірський артилерійський полк
- 13-й розвідувальний моторизований батальйон
- 13-й гірський саперний батальйон
- 13-й гірський батальйон зв'язку
- 13-й дивізіон ППО
- 13-й дивізіон зв'язку
- хорватський моторизований батальйон
- 13-й санітарний дивізіон
- 13-та добровольча гірська ветеринарна рота
- 13-й взвод військових гореспондентів
- 13-й  загін польової жандармерії
- 13-й запасний батальйон
- частини забезпечення

За час існування дивізією командували:
- штандартенфюрер СС Герберт фон Обвурчер (1 квітня 1943 — 9 серпня 1943)
- группенфюрер СС Карл Густав Зауберцвейг (9 серпня 1943 — 21 червня 1944)
- бригадефюрер СС Дезідеріус Хампель (червень—вересень 1944 і січень—травень 1945 року)

Гіммлер вважав, що дивізія з мусульман-добровольців, що неприязно ставляться до православних сербів, зможе ефективно боротись із партизанами, основу яких складали серби. Однак на практиці це призвело до того, що «Ханджар» займалась карательськими акціями проти сербського населення, що викликало запеклий опір з боку партизанів. Англійський дослідник Гордон Вільямсон писав:
|  | У військовому плані ефективність цієї дивізії виявилась майже нульовою, оскільки партизани почали воювати з ще більшим запалом, а війна набула характеру масової вендети зі середньовічними тортурами і стратами. |

У лютому 1944 року дивізія почала бойові дії проти партизанів. Її зоною відповідальності були Північно-східна Боснія, частина Сербії, південний і західний Срем. Наприкінці 1944 року радянські війська та югославські партизани вибили дивізію з Сербії і Срему і вона передислокувалась до Угорщини, де воювала проти Червоної армії. У цей час багато мусульман дезертувало з дивізії, повертаючись до Боснії. Залишки дивізії здались у полон британським військам 8 травня 1945 року.
Максимальна чисельність дивізії складала 22 000 солдатів і офіцерів.

### 23-тя дивізія СС
17 червня 1944 року Адольф Гітлер схвалив формування ще однієї дивізії військ СС, укомплектованої боснійськими  мусульманами. При створенні дивізії планувалось задіяти її проти партизанів і організувати як гірський єгерський підрозділ. Повним найменуванням дивізії стало «23-тя гірська дивізія військ СС Кама» (2-га хорватська). Набір особистого складу було розпочато ще до указу про її створення — 10 червня 1944 року. Командні посади займали німецькі офіцери з дивізії «Ханджар».
Після створення дивізії її склад мав виглядати таким чином:
- штаб
- 55-й гірський єгерський полк
- 56-й гірський єгерський полк
- 23-й гірський артилерійський полк
- 23-й розвідувальний батальйон
- 23-й протитанковий дивізіон
- 23-й господарчий дивізіон
- 23-й саперний батальйон
- 23-й гірський дивізіон зв'язку
- 23-й польовий лазарет
- 23-й запасний польовий батальйон
- частини забезпечення

Формування 23-ї гірської дивізії СС «Кама» так і не було завершено. 24 вересня 1944 року поступив наказ про припинення формування, оскільки наступ Червоної армії створив загрозу для навчального табору дивізії. У цей час у дивізії нараховувалось 8000 людей. Більшу частину особистого складу, у першу чергу німців, було відіслано у 31-шу добровольчу гренадерську дивізію СС. Боснійських мусульман було переведено у 13-ту гірську дивізію СС «Ханджар».
З 1 липня 1944 року і до розформування дивізії нею команудував штандартенфюрер СС Гельмут Райтель.

## Хорватсько-німецька поліція
Окрім вермахту і військ СС, хорватські добровольці також служили в німецькій поліцейській адміністрації в НДХ. Її очолював уповноважений рейхсфюрера СС в Хорватії группенфюрер СС і генерал-лейтенант поліції Константин Каммерхофер.
15 липня 1943 року Гіммлер наказав сформувати сім поліцейських батальйонів, укомплектованих хорватськими добровольцями. Кожен батальйон складався з чотирьох рот. У роті було 12 офіцерів-німців, 138 хорватів і фольксдойче. За рекомендацією Гіммлера, взводи важкої зброї у батальйонах комплектувались лише німцями. Особистий склад батальйонів складав присягу фюреру та поглавнику, але самі батальйони не були частиною поліції НДХ. Вони підкорялись німецьким поліцейським начальникам, делегованим у Хорватію з Третього Рейху. Кожен начальник не тільки безпосередньо командував батальйоном, але й відповідав за його підготовку, обмундирування і постачання.
У листопаді 1943 структура хорватсько-німецької поліції виглядала таким чином:
- полковий штаб
- 10 поліцейських батальйонів «Хорватія»
- запасний батальйон «Ессег»
- поліцейський кавалерійський ескадрон «Хорватія»
- два поліцейських навчальних батальйони

1 грудня 1943 року хорватсько-німецька поліція поповнилась ще трьома батальйонами. Вони були призначені для охорони залізниць і були створені шляхом об'єднання декількох підрозділів хорватської армії з частинами німецької поліції порядку. Діяльність хорватських добровольців у німецькій поліції було високо оцінено як самими німцями, так і хорватською владою. Тому створення нових частин було продовжено і 1944 року. 1945 року хорватсько-німецька поліція складалась з дивізії хорватської жандармерії, декількох окремих батальйонів, ескадронів і артилерійської батареї. Всього в них служило 32 000 добровольців.